# 파올라 누녜스
파올라 누녜스(Paola Núñez, 1978년 4월 8일 ~ )는 멕시코의 배우, 프로듀서이다.

## 출연 작품

### 텔레비전
- 미엔트라스 아야 비다 (2007) - 엘리사 몬테로 역
- 하트의 여왕 (2014) - 레이나 오르티스 역
- 남부의 여왕 (2019) - 마누엘라 코르테스 산토스 역
- 더 퍼지 (2019) - 에스메 카르모나 역
- 레지던트 이블 (2022)
- 나쁜 녀석들: 라이드 오어 다이 (2024) - 리타 세카다 역